# 苏克之
苏克之（1919年—2012年），男，直隶（今河北）深县人，中华人民共和国军事人物，中国人民解放军少将，曾任广东省军区司令员。